# Truth (Takako Ohta)
Truth è il settimo album della cantante giapponese Takako Ohta, pubblicato il 25 settembre 1987.

## Tracce
1. Truth (Ken Takahashi)
2. Mad Love (Ken Takahashi)
3. Seruroido no jenī (セルロイドのジェニー?) (Ken Takahashi)
4. Tsukikage o minaide (月影を見ないで?) (Ken Takahashi)
5. 15-Sai no Suicide (15才のSuicide?) (Ken Takahashi)
6. Machikado no Billy the Kid (街角のビリー・ザ・キッド?) (Ken Takahashi)
7. Convenience Dance (testo: Ken Takahashi – musica: Ginji Ito)
8. Daisuwokorogase (ダイスをころがせ?) (Ken Takahashi)
9. Getsuyōbi wa daikirai (月曜日は大嫌い?) (Ken Takahashi)
10. STEADY (testo: Ken Takahashi – musica: Shiro Sato)
11. Sayonara Little Girl (さよなら Little Girl?) (Solo nella versione in CD) (Ken Takahashi)

## Singoli
| Data           | A-side                     | B-side                |
| -------------- | -------------------------- | --------------------- |
| 25 luglio 1987 | Machikado no Billy the Kid | Getsuyōbi wa daikirai |